# Yowai 5000-nen no Sōshoku Dragon, Iwarenaki Jaryū Nintei
Yowai 5000-nen no Sōshoku Dragon, Iwarenaki Jaryū Nintei (齢5000年の草食ドラゴン、いわれなき邪竜認定),  coneguda com A Herbivorous Dragon of 5,000 Years Gets Unfairly Villainized (xinès simplificat: 食草老龙被冠以恶龙之名, pinyin: Shí cǎo lǎo lóng bèi guānyǐ è lóng zhī míng, literalment 'Li diuen malvat a un vell drac herbívor'), és una sèrie de novel·les lleugeres japoneses. Es va serialitzar en línia entre juny de 2017 i juny de 2020 en el lloc web Shosetsuka ni Naro, on es publiquen novel·les generades pels usuaris. Més tard va ser adquirit per Kadokawa Shoten, que va publicar tres volums des de febrer de 2018 fins a octubre de 2019 al segell Kadokawa Sneaker Bunko.
Una adaptació al manga, amb art de Kōichi Muro, es va serialitzar en la revista de manga shōnen d'Square Enix, Monthly Gangan Joker, des de gener de 2018 fins a novembre de 2019. Es va recopilar en cinc volums de tankōbon.
Studio Lan va realitzar una adaptació Donghua estrenada a internet (ONA), emesa en bilibili en xinés de juliol a octubre de 2022, mentre que el doblatge japonés es va estrenar en televisió al gener de 2023. La sèrie d'animació té 12 episodis.

## Personatges
Evil Dragon Ravendia (邪竜レーヴェンディア, Jaryū Rēvuendia)
Seiyū: Hōchū Ōtsuka
Reiko (レーコ, Rēko)
Seiyū: Aoi Yūki
Aliante (アリアンテ, Ariante)
Seiyū: Mariko Miyase
Water Saint (水の聖女, Mizu no Seijo)
Seiyū: Shuka Saitō
Ryatt (ライアット, Raiatto)
Seiyū: Yoshino Nanjō

## Contingut de l'obra

### Novel·la lleugera
La sèrie escrita per Kaisei Enomoto es va serialitzar en línia entre juny de 2017 i juny de 2020 en el lloc web Shōsetsuka ni Narō. Més tard va ser adquirida per Kadokawa Shoten, que va publicar tres volums de novel·les lleugeres amb il·lustracions de Shugao des de l'1 de febrer de 2018 fins a l'1 d'octubre de 2019 al seu segell Kadokawa Sneaker Bunko.

### Manga
Una adaptació de manga amb art de Kōichi Muro es va serialitzar en la revista de manga shōnen de Square Enix Monthly Gangan Joker, entre el 22 de gener de 2018 al 22 de novembre de 2019. Es va recopilar en cinc volums de tankōbon.

### Anime
El 21 de novembre de 2021, es va anunciar una adaptació original japonesa-xinesa (ONA) produïda per bilibili i animada per Studio LAN. Està dirigida per Liu Siwen i escrita per Siwen i Li Jiajie. El doblatge xinés es va emetre en bilibili del 30 de juliol al 8 d'octubre de 2022, mentre que el doblatge japonés es va estrenar en televisió el 6 de gener de 2023 en AT-X, Tòquio MX i BS Fuji. Per al doblatge mandarí, el tema d'obertura és "Wèi guāng" de Liu Junlang, mentre que el tema de tancament és "Tǎng zài qíngkōng xià" de Xiǎo yuán. Per al doblatge japonés, el tema d'obertura és "Bokura wa Genius" de Shuka Saitō, mentre que el tema de tancament és "buddy" de Amber's. Crunchyroll va obtenir la llicència de la sèrie fora d'Àsia.